# The Elder Scrolls III: Bloodmoon
The Elder Scrolls III: Bloodmoon (abreviado Bloodmoon) es la segunda expansión para la tercera entrega de la saga de RPGs The Elder Scrolls, Morrowind. Fue anunciada el 14 de febrero de 2003, y su lanzamiento estaba previsto para mayo del mismo año, pero finalmente fue lanzado el 6 de junio en América del Norte y un mes después en Europa. Bethesda comenzó a trabajar en la expansión inmediatamente después del lanzamiento de Tribunal en noviembre de 2002.

## Ambientación
Bloodmoon es una expansión más amplia que Tribunal, en términos de superficie cubierta y contenido creado; la expansión amplía el mapa principal del juego para incluir a la isla salvaje de Solstheim, una frígida tundra septentrional salpicada por algunos bosques, situada al noroeste de Vvardenfell. Estos añadidos marcaron el retorno a la «jugabilidad abierta» y la «libertad de exploración» del juego original, en contraste con la linealidad y el confinamiento de Tribunal.

## Cambios
Una de los principales características de Bloodmoon es la reincorporación de los hombres lobo, una característica incluida en The Elder Scrolls II: Daggerfall, pero que había estado ausente hasta el momento en Morrowind. Fue prominentemente publicitada en las promociones anteriores al lanzamiento del juego, en contraste con el vampirismo de Morrowind, que fue casi un «huevo de Pascua» en términos del número de jugadores que se mantuvieron familiarizados con la característica. Los jugadores pueden convertirse en hombres lobo contagiándose de la enfermedad licantrópica «Sanies Lupinus» y dejándola estar tres días sin tratar de curarla. Una vez que la enfermedad se ha asimilado plenamente, el jugador se transforma cada noche en hombre lobo, independientemente del ciclo lunar.
Ser un hombre lobo proporcionará al personaje aumentos en los atributos y capacidades, aunque su fuerza se ha reducido considerablemente respecto a las grandes bonificaciones ofrecidas por la licantropía en Daggerfall. Algunos analistas dieron la bienvenida al añadido, pero otros pensaban que a veces era frustrante y estaba mal aplicado (por ejemplo, cuando el jugador se despierta por la mañana después de haberse convertido en hombre lobo puede encontrarse que ha devorado a un PNJ necesario para la trama principal).

## Recepción
Los análisis sobre Bloodmoon fueron, nuevamente, positivos en general. Los sitios de agregado de análisis Metacritic y Game Rankings dieron a la expansión puntuaciones aún más favorables: Metacritic, una puntuación de 85/100; Game Rankings, una puntuación de 83/100.